# Mother Teresa: No Greater Love
Mother Teresa: No Greater Love ist ein amerikanischer Dokumentarfilm über das Leben von Mutter Teresa.

## Inhalt
Der Film offenbart einen ungewöhnlichen Zugang zu institutionellen Archiven und zeigt Missionarinnen der Nächstenliebe und wie ihre Vision, Christus unter den Armen zu dienen, heute durch die Missionarinnen der Nächstenliebe umgesetzt wird.

## Produktion und Veröffentlichung
Der Film wurde von David Naglieri inszeniert, geschrieben und produziert und am 3. und 4. Oktober 2022 in einigen wenigen Kinos in den USA gezeigt. Naglieri hat seit der Serie Eye on the Church (2007) eine ganze Reihe von Dokumentarfilmen über Exponenten der Katholischen Kirche und Themen, die den Katholizismus in der jüngsten Geschichte betreffen, produziert. 
Co-Produzent des Films ist James M. Wahlberg (* 1965), der Bruder des Hollywood-Schauspielers Mark Wahlberg, der in Indien im Gefängnis saß, als Mutter Teresa dort das Gefängnis besuchte.
Produziert wurde der Film von den Knights of Columbus, einer der größten römisch-katholischen Laienvereinigungen für Männer.